# 204873 FAIR
204873 FAIR è un asteroide della fascia principale. Scoperto nel 2007, presenta un'orbita caratterizzata da un semiasse maggiore pari a 2,5263495 UA e da un'eccentricità di 0,1215025, inclinata di 2,96502° rispetto all'eclittica.